# Osamu Hayasaki
Osamu Hayasaki (早崎治, Hayasaki Osamu, 1933 - 11 novembre 1993) est un photographe japonais.